# Chiasmoneura marcellae
Chiasmoneura marcellae är en tvåvingeart som beskrevs av Loïc Matile 1990. Chiasmoneura marcellae ingår i släktet Chiasmoneura och familjen platthornsmyggor.
Artens utbredningsområde är Réunion. Inga underarter finns listade i Catalogue of Life.